# El Eco del Centro de Lectura
El Eco del Centro de Lectura va ser una revista editada pel Centre de Lectura de Reus que va sortir el 1859, el mateix any de la fundació de l'entitat. Va tenir fins a cinc èpoques. El Centre de Lectura va anar canviant el títol del seu portaveu al llarg dels anys: Eco del Centro de Lectura (1859-1860; 2a. època: 1862, 3a època: 1870-1872; 4a. època 1877-1882; 5a. època: 1897-1898), El Porvenir, (1860), Revista del Centro de Lectura (1883-1884; 2a època 1901-1904; 3a època 1920-1934; 4a època 1952-), Ars: revista del Centro de Lectura (1906), Athenaeum: revista del Centro de Lectura (1910-1911), alternant, com es pot veure, els títols. Una filial del Centre de Lectura, els Jardins de l'Euterpe, un local d'estiu promogut per la Secció Coral de l'entitat, va publicar l'Álbum de Euterpe.

## Història
Les quatre èpoques de l'Eco del centro de Lectura (1859-1882) fins a la primera etapa de la Revista del Centro de Lectura (1883-1884) i la cinquena època de l'Eco (1897-1898) van ser receptores i divulgadores del realisme i del naturalisme literaris, del positivisme cultural i del republicanisme polític. La publicació intercanviava cada nou exemplar amb publicacions literàries i polítiques que es rebien a la redacció. Va tenir durant tot el període un afany culturitzador, fet que era comú a totes les publicacions ateneístiques del país i en mostrava les identificacions sociològiques. Aquestes etapes van servir per definir el programa cultural de la publicació, equiparable als corrents ideològics d'altres associacions, com ala el Boletín del Ateneo Barcelonés.

### Primera època

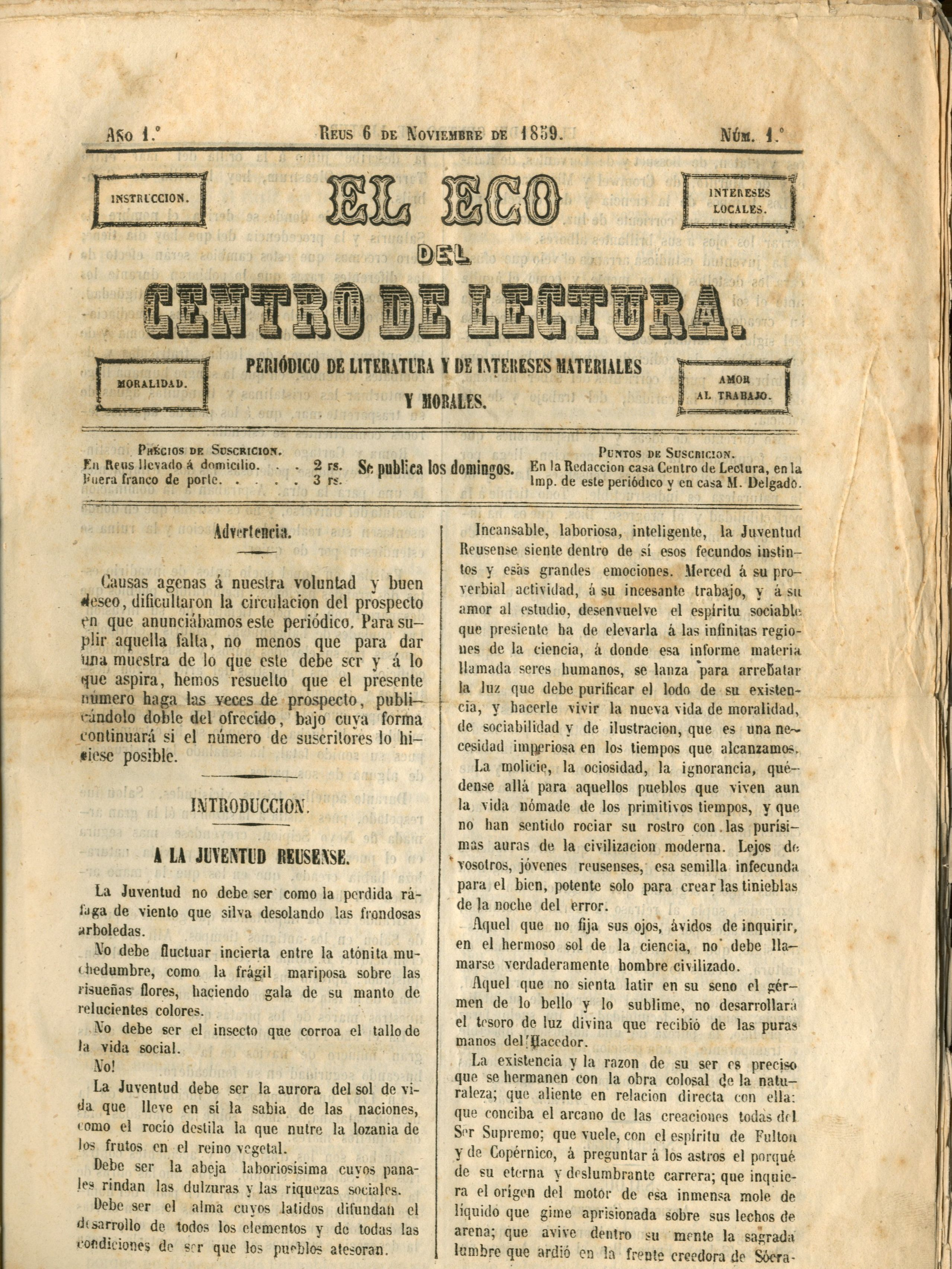
El Eco del Centro de Lectura 1859

En la seva primera època portava com a subtítol «periódico de literatura y de intereses materiales y morales». La sortida del primer número va provocar una gran expectació a la ciutat, ja que en aquells moments només es publicava el Diario de Reus, encara en els seus inicis, que tenia poca influència i es limitava a donar «avisos y notícias». El promotor de la publicació va ser Josep Güell i Mercader, encara molt jove, que va cedir la direcció a Marià Fonts, secretari de l'Ajuntament i persona d'idees moderades. El suport del president del Centre de Lectura, Ciril Freixa, va ser decisiu per tirar endavant la revista. Una de les característiques de la publicació, a part de parlar dels actes i projectes de l'entitat, va ser la d'incloure articles de persones d'ideologies i classes socials diferents. Reflectia també problemes greus de la ciutat i proposava possibles solucions. Incloïa articles literaris i poesies. Escrita en castellà, a partir de 1860 va incloure poemes en català. El redactor principal era Marià Fonts, que escrivia les cròniques setmanals, d'abast local, comarcal i fins i tot estatal. Joan Grau Ferrer, un comerciant benestant que més endavant seria alcalde, publicava «El porvenir de Reus» una sèrie d'articles destinats a impulsar la ciutat, Salvador Vives parlava sobre el comerç a la ciutat, Güell i Mercader publicava uns escrits irònics rimats amb comentaris de política municipal, i també articles culturals i erudits. Col·laboradors de la publicació eren Ciril Freixa, Pere Huguet, Francesc Bartrina, i altres. La revista va ser sempre deficitària, i els redactors hi havien de posar diners de tant en tant. Va polemitzar amb el Diario de Reus.
Va divulgar l'entitat i les seves activitats als reusencs i la va ajudar a augmentar el nombre de socis. Marià Fonts convidava als joves reusencs a l'estudi, Salvador Vives deia que el Centre de Lectura obria les portes als joves per tal de que es poguessin instruir, i Ciril Freixa es dirigia als pares dient que els nois havien d'educar-se i moralitzar-se. El 24 de juny de 1860 va treure l'últim número de la primera època. Era de periodicitat setmanal amb la capçalera tipogràfica, de vuit pàgines i sortia els diumenges. L'impressor era Joan Muñoa. En acomiadar-se dels lectors la revista diu que creuen que han complert els seus propòsits i que si es deixa de publicar és per reaparèixer el primer de juliol com a diari, amb els mateixos redactors i els mateixos ideals, amb el nom de El Porvenir.

### Segona època
Desaparegut El Porvenir, que només es va publicar durant dos mesos, l'entitat buscava fórmules per a tornar a treure una publicació. El 1861 va autoritzar a un soci, l'impressor Josep Masip i Triquell, a instal·lar una impremta als locals del Centre, per tal de facilitar-ne la confecció. El 5 de gener de 1862 va sortir el primer número, amb el subtítol de «segunda época: periódico de literatura y de intereses morales y materiales». En una orla damunt del títol hi deia: «Instrucción - Moralidad - Trabajo - Progreso». Sortia també els diumenges i va ampliar els punts de venda a la ciutat. L'editor responsable era Josep Masip i Triquell, que n'era també l'impressor. Joan Pellicer i Ciril Freixa, eren els secretaris de redacció. Consta d'una «Parte local» on «se ventilarán todas las cuestiones que se rocen con los adelantos materiales de nuestra localidad», signat per diferents redactors, també «una sección instructiva», «una sección literária» i la «miscelánea», on hi cabia tot: la crítica municipal, els passatemps i els versos sarcàstics redactada per Güell i Mercader. Aquesta segona època publicava més en llengua catalana, poesia sobretot, i es feien crides per participar als Jocs Florals de Barcelona. Era més combativa i apassionada, i amb un declarat patriotisme local. Es preocupava per les xarxes de carreteres i de les vies fèrries, i demanava que s'instal·lessin a la ciutat establiments de crèdit per ajudar al desenvolupament del comerç local. Els principals col·laboradors d'aquesta segona època eren: J. Rofes, Marià Fonts, Tomàs Lletget, Sebastià Morlans, Eusebi Cort i Güell i Mercader. Aquesta etapa va tenir més politització que l'anterior i polemitzava amb el Diario de Reus. Sembla que a causa d'aquesta presa de consciència l'Eco va ser suspès per ordre governativa. També hi va influir el fet que Güell i Mercader anés a viure a Barcelona. El darrer número, el 47, es va publicar el 23 de novembre de 1862. Gras i Elias diu que la suspensió d'aquesta segona època va ser deguda a que es va considerar al Centre de Lectura una societat política des d'on es difonien idees democràtiques.

### Tercera època
El Eco del Centro de Lectura, amb el subtítol «órgano de la sociedad de este nombre establecida en Reus. Periódico científico, literario y artístico (tercera época)» va treure el primer número el 17 de juliol de 1870. Tenia, com les altres èpoques, una situació econòmica precària. Sortia setmanalment, també els diumenges, però es va decidir fer-lo sortir quinzenalment, els dies 10 i 25 de cada mes. La iniciativa no va donar resultats i pel juny de 1872 són convocats els tres redactors: Joaquim Maria Bartrina, Eduard Toda i Lluís Quer Cugat. Al no trobar solució viable la Junta del Centre va decidir de suprimir la publicació per l'octubre de 1872. No se sap quin va ser l'últim número, perquè no es conserva cap col·lecció completa.
La col·laboració, oberta a tots els socis, va obtenir un ampli ressò. L'Eco, d'aquesta època, d'una qualitat notòria, va tenir bona a collida a la ciutat i fora, i va servir d'intercanvi amb publicacions de Madrid, Sevilla, Barcelona... Al número 5 informava que s'intercanviava amb vint-i-dues revistes. Segons l'historiador reusenc Pere Anguera, hi devia influir el pensament àcrata i heterodox de la publicació, en defensa del matrimoni civil, instaurat a Reus feia poc, o el llarg debat sobre l'existència de l'ànima, que sembla orquestrat per Joaquim M. Bartrina. «Damián», segurament un dels pseudònims de Bartrina, va traduir, tot adaptant-lo, un article de la revista francesa Ilustration, una biografia de Marx, la primera publicada a l'estat, amb un estudi sobre les seves teories. Hi col·laboraven també a la revista, Güell i Mercader, Eusebi Cort, que va publicar les primeres traduccions de poemes de Victor Hugo, i Tomàs Lletget, a més d'una colla de socis del Centre. La tercera època de l'Eco, va coincidir amb el període següent a la Revolució de Setembre i van sortir molts articles sobre el procés constitucionalista a l'estat. Va publicar també articles de Toda i Bartrina que els dos amics confeccionaven amb la intenció d'editar una Enciclopèdia de coneixements generals. De fet, tota la tercera època va ser més científica i literària, i molts dels articles s'originaven a les vetllades que organitzava l'entitat i les notes redactades per l'enciclopèdia de Bartrina. Dedicava els editorials a temes culturals i científics. Va parlar de la formació del món, l'art a l'edat mitjana, la teocràcia grega, l'arqueologia, la locomotora, els globus aerostàtics, la pronunciació de la llengua llatina, i va recollir debats sobre les qüestions referents al constitucionalisme.

### Quarta època

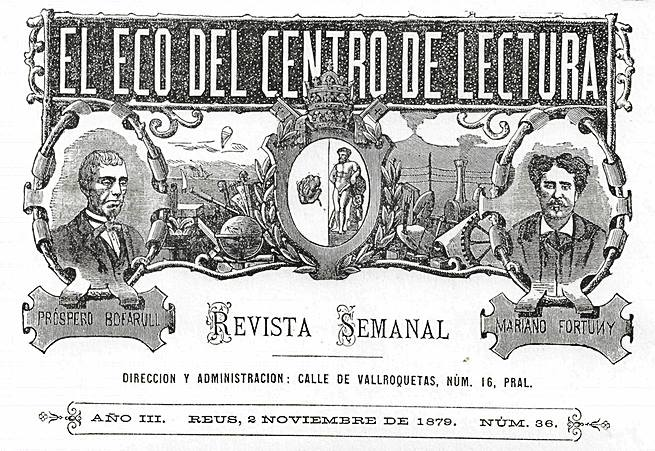
Capçalera de l'Eco del Centro de Lectura, quarta època

Pel gener de 1877 l'entitat va acordar de fer sortir una nova època de l'Eco, sota la direcció de Josep Martí Folguera i imprès per Roca i Ferrer. L'impressor Esteve Pàmies va oferir un preu millor i l'entitat va canviar d'impremta. Sebastià Torroja n'era l'administrador i en algun moment de 1877 podrà dir que la revista treia beneficis al disminuir el cost del tiratge. Però de seguida va presentar dèficit, i la junta va fer una crida als socis per augmentar les subscripcions. Però el desembre de 1882 la nova junta presidida per Casimir Grau Company va decidir suprimir la publicació. La quarta època tenia una capçalera tipogràfica i com a subtítol: «(cuarta época), periódico literario, científico y artístico, bajo la dirección de D. J. Martí y Folguera». L'Eco va sortir, com diu al primer número de 10 de gener de 1877, a fer callar «a los que propalan que en nuestra ciudad no existen más letras que las de cambio». De totes maneres, al haver canviat l'equip redactor respecte a la tercera època, havia perdut qualitat, tot i l'esforç de Martí Folguera, que va omplir gran part dels números amb articles molt diversos de tema muntanyenc, poemes o articles d'opinió. Joaquim M. Bartrina, que ja era a Barcelona, enviava alguns poemes. El canonge Pau Bofarull va polemitzar publicant articles contra el racionalisme, cosa que va fer que la redacció inserís una nota explicant que els articles sortien en nom de la llibertat d'expressió. Güell i Mercader col·laborava amb articles de divulgació, i va començar a publicar fragments de la seva obra Coses de Reus. Hi publicaven també Artur Gallart, Antoni Serra i Pàmies, Francesc d'Assís Marull, Josep Miró i Folguera, Manuel Escudé Bartolí, Enric Bages i altres. L'aportació més interessant d'aquesta època va ser la del notari reusenc Pere Gras i Bellvé, que va publicar uns articles sobre història de Reus, basats en els annals d'Andreu de Bofarull i enriquits amb notícies de l'Arxiu de Protocols que Bofarull no coneixia. Quan parlava d'èpoques més modernes hi afegia temes que havia sentit explicar a la família o a vells reusencs i els seus propis records de joventut. Hi publicaven també Bernat Torroja i Francesc Gras i Elies, sobre temes locals. Eusebi Cort, hi va publicar versions catalanes de poemes de Victor Hugo, Francesc Bartrina hi col·laborva amb poemes i Ricard Guasch hi escrivia sobre cooperativisme. El juny de 1878 l'Eco va publicar un monogràfic sobre Pere Mata, traspassat el 27 de maig. El 6 de juliol de 1879 va modificar la seva presentació i sortia cada setmana. Va inaugurar una secció industrial, un butlletí meteorològic i una estadística demogràfica. El número de 29 d'agost de 1880 es va convertir en una corona fúnebre dedicada a Joaquim Maria Bartrina que acabava de morir, amb col·laboracions de Josep Roca i Roca, Josep Campamà, Conrad Roure, Francesc Ubach, Emili Coca, Modest Busquets, Valentí Almirall, Àngel Guimerà, Artur Masriera, Francesc Matheu, i els redactors de la revista. Pel gener de 1882 portava la direcció de la publicació Josep Miró i Folguera, que havia incorporat nous redactors, entre ells, Rafael Clariana i va tornar a sortir cada 10 dies, amb la capçalera tipogràfica. Va dedicar un número especial a José Moreno Nieto «sabio jurisconsulto», i un altre al segon centenari de Calderón. L'últim número de la quarta època va ser el del 30 de desembre de 1882, quan publicava un avís a la portada que feia saber que «dificultades ajenas a los buenos deseos» portaven al tancament. Pel març de 1883 va sortir la Revista del Centro de Lectura: primera época.

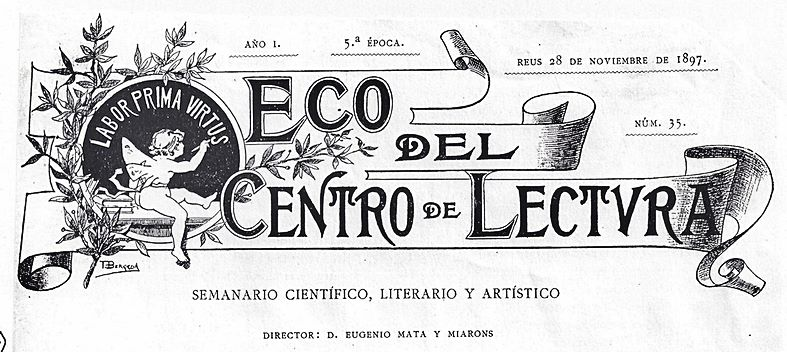
Capçalera d'El Eco del Centro de Lectura, cinquena època. Reus 1897. Dibuix de Tomàs Bergadà

### Cinquena època
Al cap de 10 anys de desaparèixer la Revista del Centro de Lectura (primera època), es va tornar a parlar d'una revista de l'entitat. El 4 d'abril de 1897 va sortir la cinquena època de l'Eco del Centro de Lectura, dirigida per Eugeni Mata. Com a col·laboradors hi havia Àngel Maria Sancho, que en va agafar la direcció quan Eugeni Mata va convertir-se en president de l'entitat, Josep Güell i Mercader, Joan Montseny, Joaquim Borràs i de March, Manuel Escudé Bartolí, Pere A. Savé, Antoni Pascual, Josep Ferré Gendre, i en català hi escrivien els integrants del Grup modernista de Reus: Màrius Ferré, Pere Cavallé, Josep Aladern, Anton Marca, i altres, com Josep Mercadé Martí. Tenia una capçalera il·lustrada per Tomàs Bergadà i el subtítol «semanario científico, literario y artístico», i 8 pàgines. Va tenir un cert reconeixement i va iniciar l'intercanvi amb altres publicacions de l'estat. L'últim número publicat, el 65, de 26 de juny de 1898, va ser també l'últim amb aquest nom com a portaveu del Centre de Lectura. Va deixar de publicar-se, com en ocasions anteriors, per la falta de diners, i deia en aquell últim número que quan s'hagi normalitzat la situació tornarà a sortir, per complir el seu objectiu bàsic: facilitar «la instrucción del obrero, única base de la cultura, bienestar y riqueza de los pueblos». Segons l'erudit reusenc Joaquim Santasusagna, l'Eco del Centro de Lectura va ser un ressò de les inquietuds de la societat editora i la tolerància va fer conviure en les seves pàgines noms de les més oposades tendències.

## Localització
- Una col·lecció a la Biblioteca Central Xavier Amorós de Reus[10][9]
- Una col·lecció a la Biblioteca del Centre de Lectura, a la Biblioteca de Catalunya i a altres biblioteques.[11]